# Tanto
Tanto — одиннадцатый студийный альбом итальянской певицы Патти Право, выпущенный 12 апреля 1976 года на лейбле RCA Italiana. Запись альбома прошла в Лондоне студии Nemo Studios при участии греческого музыканта Вангелиса.

## Список композиций
| №  | Название                        | Автор(ы)                                    | Длительность |
| -- | ------------------------------- | ------------------------------------------- | ------------ |
| 1. | «Tanto»                         | Алессандро Бенчини, Риккардо Дель Турко     | 3:28         |
| 2. | «Per te che mi apri l’universo» | Армандо Манго, Пино Манго, Сильвано Д’Ауриа | 4:07         |
| 3. | «Io ti venderei»                | Могол, Лучио Баттисти                       | 4:07         |
| 4. | «La mia stagione in più»        | Армандо Манго, Пьеро Дарини                 | 4:10         |
| 5. | «Assurdo»                       | Франка Эванджелисти, Марио Кантини          | 5:12         |

| №                   | Название                       | Автор(ы)                           | Длительность |
| ------------------- | ------------------------------ | ---------------------------------- | ------------ |
| 1.                  | «Le cicale»                    | Карла Вистарини, Луиджи Лопес      | 4:27         |
| 2.                  | «Per amarti d’amore»           | Пино Манго, Сильвано Д’Ауриа       | 4:06         |
| 3.                  | «E io cammino»                 | Паоло Америго Касселла, Джефф Линн | 3:40         |
| 4.                  | «Dove andranno i nostri fiori» | Даниэле Паче, Пит Сигер            | 5:19         |
| 5.                  | «Eri la mia poesia»            | Франка Эванджелисти, Пьеро Дарини  | 3:41         |
| Общая длительность: | Общая длительность:            | Общая длительность:                | 42:13        |

## Чарты

### Еженедельные чарты
| Чарт (1976)              | Высшая позиция |
| ------------------------ | -------------- |
| Италия (Musica e dischi) | 9              |

### Годовые чарты
| Чарт (1976)              | Позиция |
| ------------------------ | ------- |
| Италия (Musica e dischi) | 41      |